# Venturi 600 SLM
La Venturi 600 SLM (Super Le Mans) est une voiture de course créée en 1995 par Venturi. 
Une seule et unique Venturi 600 SLM est construite, mais certaines 600 LM se sont vues modifiées ; elles se nomment alors 600LM-S

## Histoire de la 600 SLM
L'entreprise Venturi connaissant des difficultés financières importantes convainc les passionnés de la marque, avec l'aide des outils de l'usine, de créer de toutes pièces une nouvelle version de course pour les 24 Heures du Mans 1995. Il s'agit de la Venturi 600 SLM, qui est terminée juste à temps pour participer à la course. Engagée en catégorie GT1, elle porte le numéro 44.
L'auto manque de préparation mais réalise tout de même le dixième temps des essais, pilotée par Jean-Marc Gounon, Arnaud Trévisiol et Paul Belmondo. Lors du départ, les dirigeants demandent à Jean-Marc Gounon de pousser la machine afin qu'elle se montre en début de course, ce qui est fait pendant les vingt premières minutes de course. Mais à la suite d'un dépassement difficile, Gounon rate une vitesse et un surrégime brise un arbre à cames. Il parvient tout de même à ramener la voiture au stand. En principe, avec un moteur cassé, la voiture n'aurait pas dû être réparée. Mais, du fait de tous les efforts déjà entrepris pour lui permettre de se présenter au départ, l'équipe de course décide de tenter l'impossible et répare en 5 heures. La voiture reprend la piste à 21 heures. Là, la 600 SLM  démontre un très fort potentiel en étant l’une des GT les plus rapides durant la fin de l’épreuve. Cependant, elle échoue à 4 tours des classées et n'apparaît pas au tableau d'honneur de l'épreuve. Elle n'a parcouru que 2 639,153 km à la moyenne horaire de 109,965 km/h, contre 4 055,8 km à 168,992 km/h de moyenne pour le vainqueur.
La 600 SLM participe ensuite fin août 1995 aux 1000 kilomètres de Suzuka, au Japon, pilotée par Philippe Gache, Jean-Marc Gounon et Arnaud Trévisiol. Elle décroche le huitième temps aux essais mais des problèmes moteurs la retardent en course. Elle est tout de même classée septième.
Sa dernière apparition en course a lieu le 5 novembre 1995 à Zhuhaï, en Chine, pilotée par Philippe Gache et Arnaud Trévisiol. Créditée du neuvième temps aux essais, elle est contrainte à l'abandon à cause d'un triangle de suspension endommagé.